# Beinn Iutharn Mhòr
Der Beinn Iutharn Mhòr ist ein als Munro und Marilyn eingestufter, 1.045 m (3.428 ft) hoher Berg in Schottland. Sein gälischer Name kann in etwa mit Großer Berg des Kantenpunkts oder Großer Berg des Eckpunkts übersetzt werden.
Er liegt in der Council Area Perth and Kinross in den Grampian Mountains etwa 40 Kilometer nordwestlich von Blairgowrie and Rattray und 15 Kilometer südwestlich von Braemar in einer weitgehend unbewohnten Berglandschaft. Der Beinn Iutharn Mhòr gehört zu einer Gruppe von Munros westlich des von der A93 genutzten Cairnwell Pass in diesem auch als Mounth bezeichneten Teil der Grampian Mountains und liegt am oberen Ende von Glen Ey, einem Seitental zum Oberlauf des River Dee, und nördlich des Gleann Mòr, das weiter westlich in das Glen Tilt mündet. 

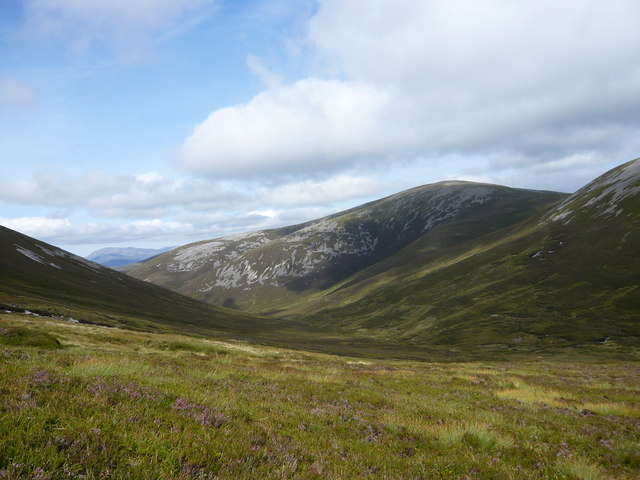
Blick vom Bealach zwischen Càrn an Rìgh (links) und Màm nan Càrn (rechts) nach Nordosten zum Beinn Iutharn Mhòr

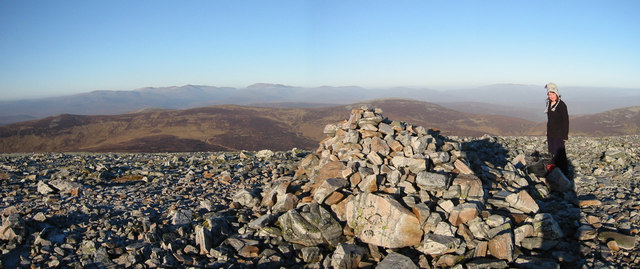
Der Gipfelcairn des Beinn Iutharn Mhòr

Der Beinn Iutharn Mhòr besitzt einen etwa einen Kilometer langen, von Südwest in einem leichten Bogen nach Nordost verlaufenden, fast durchweg auf über 1000 Meter Höhe liegenden Gipfelgrat, dessen höchster Punkt im Südwesten liegt. Nach Nordwesten fällt der Grat steil in ein breites Corrie ab, das den kleinen See Lochan Uaine umschließt. Vom Hauptgipfel laufen drei kurze Grate nach Westen, Südwesten und Süden. Der Südgrat geht auf etwas über 900 Meter Höhe über in den 986 Meter hohen Màm nan Càrn, der aufgrund dieser geringen Schartenhöhe lediglich ein Vorgipfel des Beinn Iutharn Mhòr ist und als Munro-Top eingestuft wird. Östlich an diesen schließt sich auf fast gleicher Höhe der 953 Meter hohe Beinn Iutharn Bheag an, ebenfalls ein dem Beinn Iutharn Mhòr zugeordneter Munro-Top. Östlich des Hauptgipfels läuft ein kurzer Grat nach Osten, während der Gipfelgrat nach Nordosten verläuft und an seinem markant über dem Glen Ey aufragenden Ende, wie der Hauptgipfel, durch einen Cairn gekennzeichnet ist. Die Süd- und Ostseite des Berges ist weniger steil als die Nordwestseite und ist fels- und schrofendurchsetzt, weist aber keine ausgesprochenen Felswände auf und wird insgesamt von steilen Gras- und Heideflächen dominiert.
Ausgangspunkt für eine Besteigung des Beinn Iutharn Mhòr ist die kleine Ortschaft Inverey am Ufer des Dee westlich von Braemar. Von dort führt der Weg gut zehn Kilometer nach Süden durch das Glen Ey bis zur verfallenen Altanour Lodge. Von dort führt der Anstieg über den Nordostgrat des Beinn Iutharn Mhòr bis zum Cairn am nordöstlichen Ende des Gipfelgrats und von dort weiter bis zum höchsten, ebenfalls durch einen Cairn markierten Punkt. Alternativ kann der Berg auch von Dalmunzie House, einem einsam etwa drei Kilometer westlich der kleinen, an der A93 liegenden Ortschaft Spittal of Glenshee stehenden Hotel, mit einem etwas längeren Anmarsch erreicht werden. Munro-Bagger kombinieren die Besteigung oft mit einer Tour auf einen der benachbarten Munros, den nördlich liegenden, 946 Meter hohen Càrn Bhac, den westlich liegenden, 1029 Meter hohen Càrn an Rìgh oder den südlich benachbarten Glas Tulaichean, mit 1051 Meter der höchste Gipfel in diesem Bereich des Mounth. Übergänge zu diesen Gipfeln sind über den Südwestgrat möglich. Östlich liegt der 944 Meter hohe An Socach, zu dem der kürzeste Übergang über den Nordostgrat besteht.